# Polyorycta roseifascia
Polyorycta roseifascia är en fjärilsart som beskrevs av Walker 1865. Polyorycta roseifascia ingår i släktet Polyorycta och familjen nattflyn. Inga underarter finns listade i Catalogue of Life.